# Paweł Kubiczek
Paweł Jan Kubiczek (ur. 19 grudnia 1925 w Gutach w Czechosłowacji, zm. 18 października 2001 w Essen w Niemczech) – polski duchowny luterański, senior diecezji mazurskiej, a także członek Synodu i radca Konsystorza Kościoła Ewangelicko-Augsburskiego w PRL.

## Życiorys
Był synem Pawła i Anny z domu Rucki. Konfirmowany został w maju 1939 w Trzyńcu. Maturę uzyskał w 1947 w Seminarium Nauczycielskim w Cieszynie. W 1952 ukończył studia teologiczne na Wydziale Teologii Ewangelickiej Uniwersytetu Warszawskiego i w tym samym roku został ordynowany w Szczytnie przez ks. bp. Karola Kotulę, po czym podjął pracę wikariusza w parafii Świętajno. W latach 1954–1958 był administratorem parafii w Ostródzie, w 1959 administratorem parafii w Olsztynie, zaś od 1959 do 1962 administratorem parafii w Rynie. W 1959 ukończył studia rolnicze w Wyższej Szkole Rolniczej w Olsztynie. W latach 1962–1970 był proboszczem parafii w Rynie, a następnie w latach 1970–1991 proboszczem parafii w Szczytnie. W 1963 został wybrany na konseniora, a w 1966 na seniora diecezji mazurskiej. Jako senior diecezji od 1968 był członkiem Synod Kościoła Ewangelicko-Augsburskiego w PRL. Jednocześnie od 1965 był radcą Konsystorza. Na emeryturę przeszedł 30 kwietnia 1991, a następnie osiadł w Essen w Niemczech, gdzie zmarł i został pochowany w 2001.